# Hu Yadan
Hu Yadan (chinesisch 胡亞丹, Pinyin Hú Yàdān; * 19. Januar 1996 in Zigong) ist eine chinesische Wasserspringerin. Sie startet im 10-m-Turm- und Synchronspringen.
Hu Yadan gewann im Alter von nur 14 Jahren bei den Asienspielen 2010 in Guangzhou Gold vom 10-m-Turm. Im Rahmen des FINA-Diving-Grand Prix errang sie im Jahr 2010 und 2011 zudem fünf Siege in Einzel- und Synchronwettbewerben vom Turm und qualifizierte sich durch ihre guten Leistungen auch für die Heimweltmeisterschaft 2011 in Shanghai. Dort lag sie im Finale der 10-m-Einzelkonkurrenz nach drei von fünf Runden auf Goldkurs, der vierte Sprung jedoch misslang und Hu Yadan fiel auf Rang drei zurück. Nach einem guten letzten Sprung gewann sie schließlich die Silbermedaille hinter ihrer Landsfrau Chen Ruolin und vor Paola Espinosa aus Mexiko.